# Инсуларни кортекс
Инсуларни кортекс (такође инсула и инсуларни режањ) је део мождане коре савијен дубоко унутар латералне бразде (пукотине која одваја темпорални режањ од паријеталног и фронталног режња) унутар сваке хемисфере мозга сисара.
Верује се да су инсуле укључене у свест и да играју улогу у различитим функцијама које су обично повезане са емоцијама или регулацијом хомеостазе тела. Ове функције укључују саосећање, емпатију, укус, перцепцију, контролу мотора, самосвест, когнитивно функционисање, интерперсонално искуство и свест о хомеостатским емоцијама као што су глад, бол и умор. У вези са овим, укључен је у психопатологију.
Инсуларни кортекс је подељен на два дела: предњи инсула и задњи у којима је идентификовано више од десет области поља. Кортикална област која прекрива инсулу према бочној површини мозга је оперкулум (што значи поклопац). Оперкула се формира од делова затварајућих фронталних, темпоралних и паријеталних режња.
Претпоставља се да инсуларни кортекс има улогу у поремећајима анксиозности, поремећају емоционалне регулације и анорексији.

## Галерија
- Инсула леве стране, откривена уклањањем оперкуле.
- Коронални пресек кроз предњи рожањ бочних комора.
- Хоризонтални пресек леве хемисфере мозга.
- 3Д приказ инсуларног кортекса у просечном људском мозгу
- Инсуларни кортекс означен зеленом бојом на короналним Т1 МРИ сликама
- Инсуларни кортекс означен зеленом бојом на сагиталним Т1 МРИ сликама
- Инсуларни кортекс означен зеленом бојом на трансверзалним Т1 МРИ сликама